# Bassa comasca
 Con il termine Bassa Comasca ci si riferisce alla porzione sud-occidentale della provincia di Como, che comprende i comuni situati immediatamente a sudovest della cintura urbana della città di Como. Il territorio è delimitato dai confini amministrativi con le province di Varese e Monza-Brianza rispettivamente a ovest e a sud, a nord dalla città di Olgiate Comasco e dall'Olgiatese, mentre a est il confine è idealmente costituito dal fiume Seveso.

## Territorio
Il profilo caratteristico del territorio è quella di un'area con un elevato numero di piccoli centri urbani intercalati da aree agricole. L'orografia è essenzialmente quella di un ambiente pedemontano per lo più pianeggiante, fatta eccezione dei rilievi morenici a ridosso delle Prealpi e di quelli contigui alla Brianza con altitudine media compresa tra i 250 – 350 m s.l.m. 
Per quanto riguarda i corpi idrici, non sono presenti laghi di significative dimensioni e i due corsi d'acqua maggiori: Lura e Seveso, sono comunque di modesta rilevanza. Il territorio è in media meno urbanizzato rispetto ad altre aree dell'alta Lombardia, ma l'impatto delle attività umane appare comunque significativo.

## Parchi
Seppur il territorio risulti fortemente antropizzato, nella Bassa Comasca troviamo aree di un discreto interesse naturalistico. Il Parco della Pineta di Appiano Gentile e Tradate al confine con la provincia di Varese. Il Parco Lura a e il Parco Sorgenti del Lura nella porzione centrale del territorio. All'estremo orientale è presente l'area verde della Valle dei Mulini del Seveso, ripartita tra i comuni di Fino Mornasco e Vertemate con Minoprio. Quest'area, sebbene non ancora sottoposta a particolare tutela, presenta luoghi di interesse storico-artistico e ambientale come la romanica Abbazia di San Giovanni di Vertemate, la Villa Raimondi di Minoprio con le annesse tenute, e la Cascina Pazzea di Fino Mornasco legata a vicende garibaldine.

## Trasporti e infrastrutture

### Ferrovie
Nella Bassa Comasca ci sono 2 linee ferroviarie di cui una fa capolinea a Como :
1. La ferrovia regionale Milano-Saronno-Varese-Laveno Mombello FNM:che passa dalle stazioni di Mozzate e Locate Varesino
2. La ferrovia regionale Milano-Saronno-Como Lago FNM:che passa dalle stazioni di Rovello Porro, Rovellasca, Lomazzo, Caslino al Piano, Cadorago, Fino Mornasco, Portichetto, Grandate, Como Camerlata, Como Borghi, Como Lago.

### Strade e autostrade
La Bassa Comasca è attraversato da tre strade statali (SS) e due autostrade.
1. La strada statale 233 (SS233), attraversa per solo di 5Km la provincia di Como, passando nei comuni di Mozzate, Carbonate e Locate Varesino.
2. La strada statale 35 (SS35), proviene da Milano, e attraversa i comuni di Cermenate, Vertemate con Minoprio, Fino Mornasco, Grandate per poi terminare a Como.

La A9 è l'autostrada più importante sia per la Bassa Comasca che per la provincia di Como. La segue in ordine di importanza, l'autostrada Pedemontana A36.
1. L'A9 è un'autostrada che si dirama in direzione Nord dalla A8 all'altezza dello svincolo autostradale di Lainate,collega Como e Milano e la vicina Svizzera, quindi all'Europa centrale.
2. L'autostrada Pedemontana A36, collega l'autostrada dei laghi A8, all'altezza degli svincoli autostradali di Busto Arsizio e Gallarate. all'autostrada Milano-Como,Chiasso (A9), all'altezza degli svincoli autostradali di Turate e Lomazzo.

## Comuni
Di seguito trovate i comuni che formano la Bassa Comasca.
| Comune                 | Abitanti | Superficie (Km²) |
| ---------------------- | -------- | ---------------- |
| Appiano Gentile        | 7804     | 12,81            |
| Beregazzo con Figliaro | 2731     | 3,08             |
| Bregnano               | 6152     | 6,17             |
| Bulgarograsso          | 3921     | 3,77             |
| Cadorago               | 7187     | 7,19             |
| Carbonate              | 2920     | 4,92             |
| Casnate con Bernate    | 4936     | 5,22             |
| Cassina Rizzardi       | 3277     | 3,51             |
| Castelnuovo Bozzente   | 835      | 3,62             |
| Cermenate              | 9209     | 8,18             |
| Cirimido               | 1914     | 2,63             |
| Fenegrò                | 3010     | 5,36             |
| Fino Mornasco          | 9818     | 7,24             |
| Grandate               | 2926     | 2,83             |
| Guanzate               | 5290     | 6,91             |
| Limido Comasco         | 3732     | 4,56             |
| Locate Varesino        | 4363     | 6,04             |
| Lomazzo                | 9654     | 9,48             |
| Luisago                | 2720     | 2,16             |
| Lurago Marinone        | 2547     | 3,89             |
| Lurate Caccivio        | 9911     | 5,93             |
| Montano Lucino         | 5005     | 5,22             |
| Mozzate                | 8749     | 10,68            |
| Oltrona San Mamete     | 2345     | 2,69             |
| Rovellasca             | 7787     | 3,57             |
| Rovello Porro          | 6192     | 5,53             |
| Turate                 | 9306     | 10,28            |
| Veniano                | 2942     | 3,15             |
| Vertemate con Minoprio | 4066     | 5,75             |
| Villa Guardia          | 8008     | 7,87             |